# Sri-lankische Badmintonmeisterschaft 1985
Die Sri-lankische Badmintonmeisterschaft 1985 war die 33. Austragung der nationalen Titelkämpfe im Badminton in Sri Lanka.

## Sieger und Finalisten
| Disziplin    | Gold                                   | Silber                              |
| ------------ | -------------------------------------- | ----------------------------------- |
| Herreneinzel | Niroshan Wijekoon                      | Udaya Weerakoon                     |
| Dameneinzel  | Sriyani Deepika                        | Jeniffer Jacob                      |
| Herrendoppel | Niroshan Wijekoon Udaya Weerakoon      | Sampath Jayasekera Vijitha de Silva |
| Damendoppel  | Samanthi Rodrigo Kaushalya Dissanayake |                                     |
| Mixed        |                                        |                                     |